# Hugh Colin Smith
Hugh Colin Smith (31 octobre 1836 - 8 mars 1910) est un banquier anglais qui est gouverneur de la Banque d'Angleterre de 1897 à 1899.

## Jeunesse
Smith est né à Londres, le fils de John Abel Smith (1802–1871), député pour Chichester et Midhurst et Anne Jervoise. Il est le frère aîné de Dudley Robert Smith .
Son grand-père paternel est John Smith, qui a précédé son père comme député de Midhurst, et son grand-père maternel est Samuel Clarke Jervoise.
Il fait ses études au Collège d'Eton et au Trinity College de Cambridge. De 1895 à 1897, il est sous-gouverneur de la Banque d'Angleterre, puis gouverneur de la Banque d'Angleterre de 1897 à 1899. Dans les deux postes, il succède à Albert George Sandeman et lui-même remplacé à Samuel Steuart Gladstone .

## Vie privée
Le 9 août 1865, Smith épouse Constance Maria Josepha Adeane, la fille de Henry John Adeane et Matilda Abigail Stanley (fille de John Stanley (1er baron Stanley d'Alderley) de Alderley Park). Ensemble, ils ont :
- Mildred Anne Smith (1866–1955), qui épouse l'homme politique Sydney Buxton (1er comte Buxton), fils de Thomas Buxton, 1er baronnet.
- Vivian Smith (1er baron Bicester) (1867–1956), un banquier marchand qui épouse Sybil Mary McDonnell, fille de William McDonnell, 6e comte d'Antrim[2]
- Aubrey Smith (1872-1957), un officier de marine britannique qui épouse Elizabeth Grosvenor, une fille de Richard Grosvenor (1er baron Stalbridge) et une nièce de Hugh Grosvenor (1er duc de Westminster).
- Olive Alethea Smith (1880–1964), qui épouse le lieutenant-colonel Guy Baring, un fils cadet d'Alexander Baring (4e baron Ashburton), qui est un député et officier de l'armée qui est l'un des vingt-deux députés tués au combat pendant la Première Guerre mondiale[5].

De 1874 à 1908, ils vivent à Mount Clare, Roehampton, au sud-ouest de Londres. Ses descendants y vivent jusqu'en 1945 . Il est un membre fondateur du Roehampton Cricket Club.
Il est mort à Mount Clare en 1910 après une maladie de trois mois et est enterré à l'église St Andrew, Ham.